# سالمندی

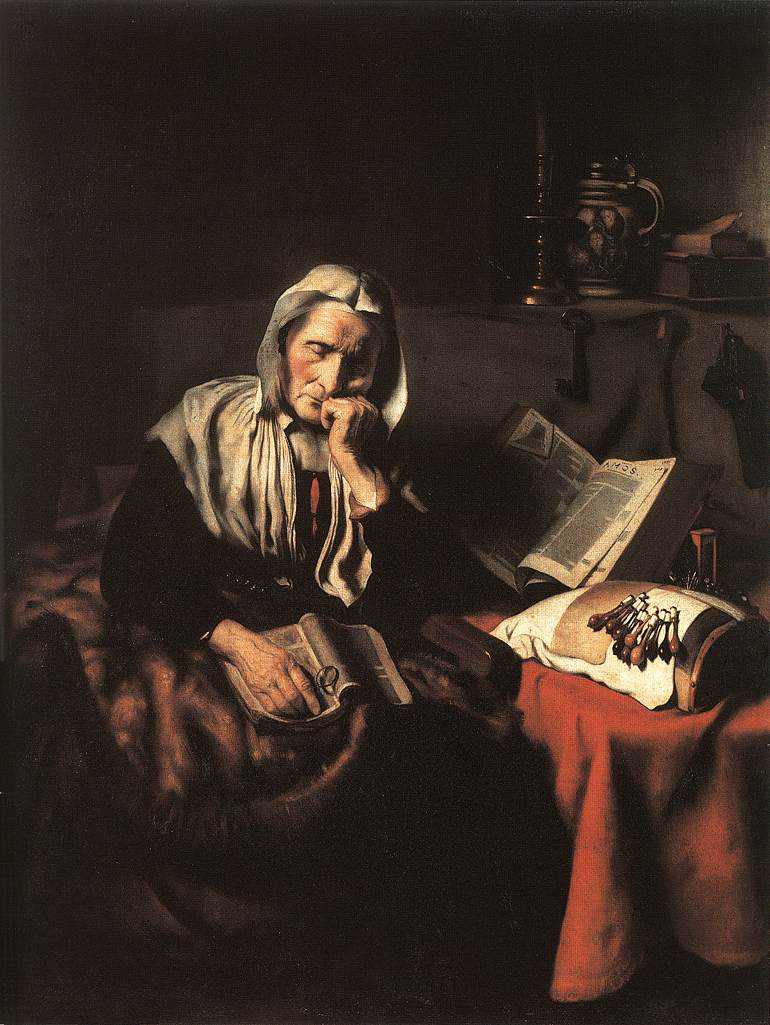
پیرزن اثر نیکولاس ماس

سالمندی در جهان به مقطع بالای ۶۰ سال اشاره دارد و بنابراین بخش پایانی چرخهٔ حیات انسان است. سازمان بهداشت جهانی سالمندی را به این صورت تعریف می کند: سالمند جوان ۶۰ تا ۷۴ سال، سالمند ۷۴ تا ۹۰ سال و سالمند پیر ۹۰ سال به بالا. افراد سالمند توانایی تجدید قوای محدودی دارند و بیش از دیگر بزرگسالان در معرض بیماری، سندرومها و کسالت هستند. علم پیری‌شناسی به مطالعهٔ پزشکی روند پیری، و پیرپزشکی به مطالعهٔ بیماری‌هایی که سالمندان بدان مبتلا می‌شوند، مربوط است.
مطالعات جهانی از افزایش روزافزون این بیماری‌ها در میان جمعیت سالمند در جوامع مختلف دنیا نشان دارد و گفته می‌شود، در حال حاضر ۳۶ میلیون نفر مبتلا به آلزایمر و ۴٫۳ میلیون نفر مبتلا به پارکینسون در سراسر جهان هستند. پیش‌بینی‌ها حاکی است که با توجه به افزایش جمعیت سالمند در جهان، آمار مبتلایان به آلزایمر تا سال ۲۰۵۰ به ۱۱۵ میلیون نفر و مبتلایان به پارکینسون به ۹ میلیون نفر خواهد رسید. آلزایمر و پارکینسون از جمله مهم‌ترین بیماری‌های سیستم عصبی دوره سالمندی است که به گفته متخصصان، با توجه به سیر افزایش جمعیت سالمند در ایران در صورت نبود اقدامات پیشگیرانه لازم، در سال‌های آتی شیوع بالایی می‌یابد.به گفته مدیر دفتر جمعیت مرکز آمار ایران، جمعیت افراد بالای ۶۰ سال کشور در سال ۲۰۱۹ حدود ۸ میلیون و ۲۳۱ هزار نفر، همراه با نرخ رشد ۳/۶۲ درصد بوده که حدود ۹/۹ درصد جمعیت ایران است.

## اقتصاد سالمندی

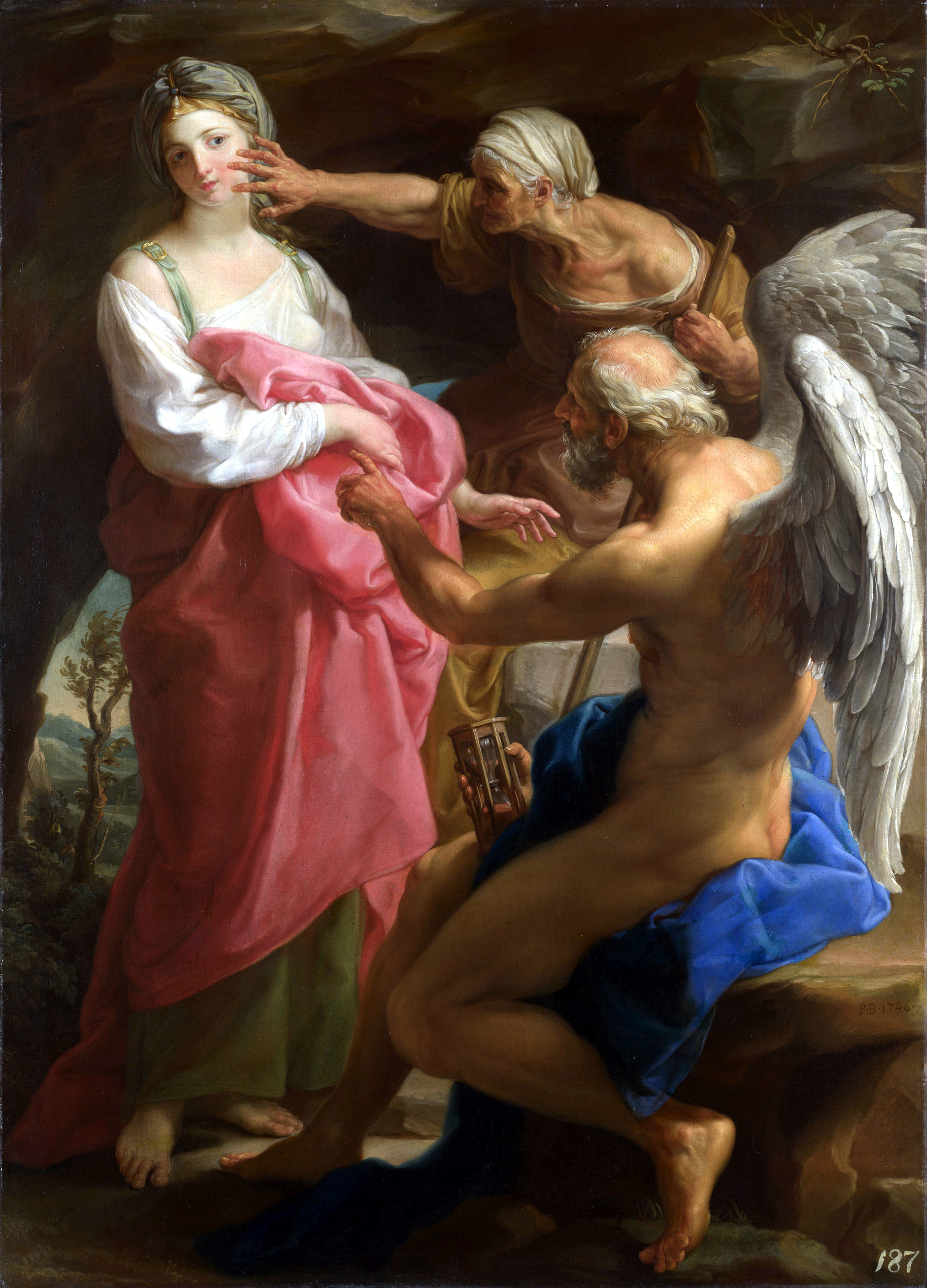
پیرمرد و پیرزنی در افسوس جوانی

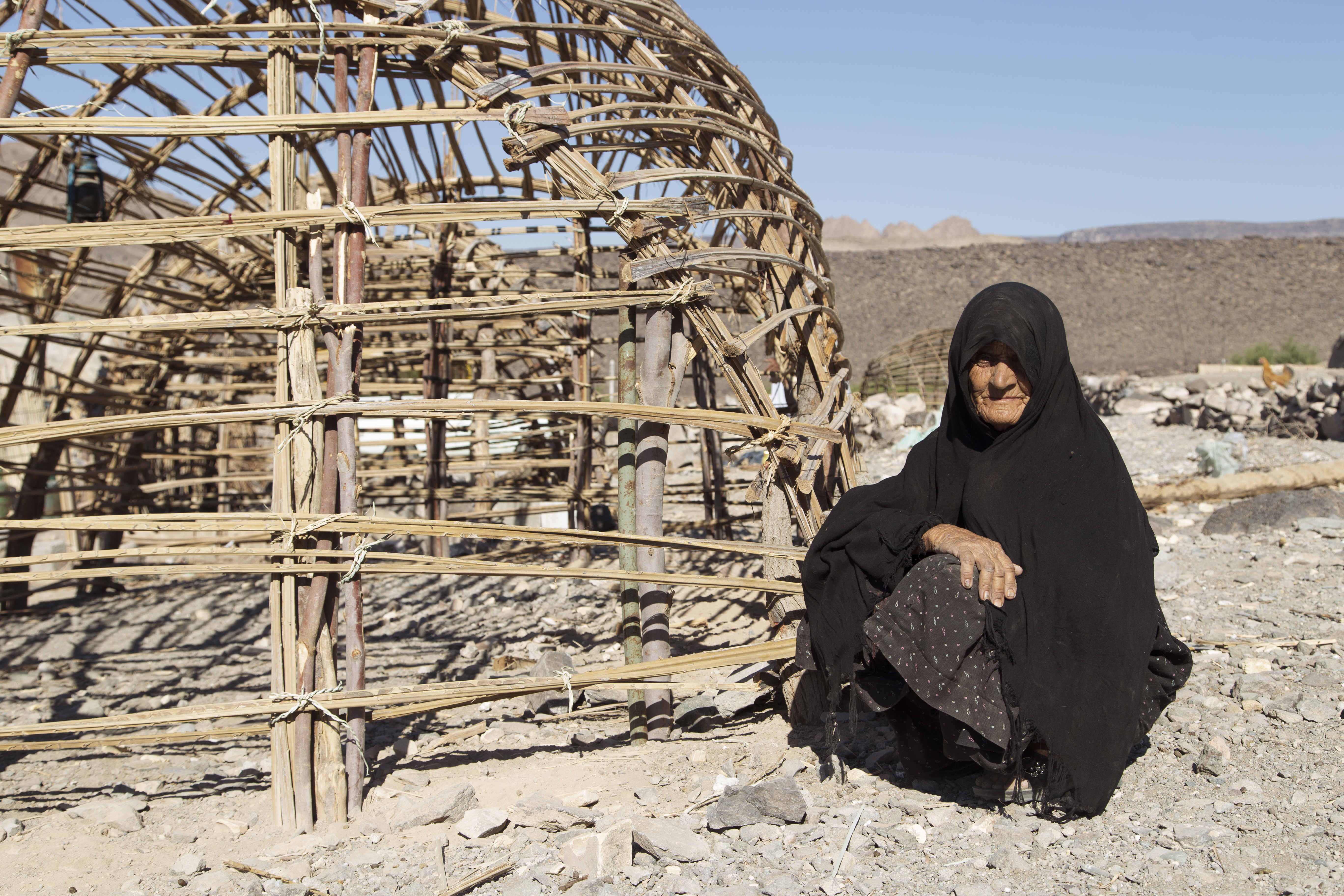
یک زن سالمند در استان سیستان و بلوچستان ایران

تأمین اجتماعی و بازنشستگی یکی از مهم‌ترین بخش‌هایی است که از تغییر ساختار جمعیتی متأثر خواهد شد؛ بنابراین در یک جامعه که در مسیر سالمندی قرار گرفته‌است، افزایش هزینه‌های تأمین اجتماعی، منجر به افزایش مالیات خواهد شد. یکی از مهم‌ترین راهکارهای اقتصادی برای مواجهه با فشار هزینه‌های تأمین اجتماعی این است که دولت از تکیه بر مالیات بر دستمزد، به سمت مالیات بر سرمایه و مالیات بر مصرف حرکت کند؛ چرا که در نتیجهٔ سالمندی، نسبت سرمایه به نیروی کار و مصرف، در طول زمان به صورت قابل ملاحظه‌ای افزایش خواهد یافت. در غیر این صورت دولت برای ایجاد تعادل در بودجه خود ناچار است بخشی از هزینه‌های خود را کاهش داده و در نتیجه سرمایه‌گذاری عمومی در زیرساخت‌های جامعه با مشکل مواجه خواهد گردید.
بازار نیروی کار را می‌توان اصلی‌ترین حوزه مدیریت سالمندی در کشور دانست. بازار کار و تغییرات مربوط به آن را باید مهم‌ترین بخش اقتصاد متأثر از سالمندی دانست. سیاست‌های مختلفی به منظور ایجاد تعادل در این بازار مورد استفاده قرار می‌گیرد که یکی از بهترین سیاست‌ها، تشویق نظام‌مند و برنامه‌ریزی شده مهاجرت نیروی کار به داخل است. امروزه استفاده از این ابزار محدود به کشورهای توسعه یافته نبوده و کشورهای در حال توسعه نیز از آن برای مدیریت جمعیت و کاهش آثار سوء پیری سود می‌جویند. این سیاست علاوه بر اینکه منجر به کاهش دستمزد می‌شود، نرخ اجاره سرمایه و نسبت نیروی کار به افراد بازنشسته را افزایش داده و درآمدهای مالیاتی دولت را افزایش خواهد داد. در کنار این موضوع باید حل مشکل مهاجرت نیروی انسانی ایرانی را با جدیت هدف برنامه‌ریزی و سیاست‌گذاری دانست.
آثار اقتصادی سالمندی بسیار پیچیده بوده و گاه یک بخش، تأثیرها همزمان مثبت و منفی از این پدیده خواهد پذیرفت. به عنوان مثال سالمندی از نیروی کار جامعه خواهد کاست؛ در حالی که در سمت دیگر، افزایش پس‌انداز در جامعه را به دنبال خواهد داشت؛ یعنی یکی از دو عامل اصلی تولید اقتصادی را کاهش و عامل اصلی دیگر را افزایش خواهد داد! بنابراین اثر این پدیده بر تولید و رشد اقتصادی را نمی‌توان بدون انجام مطالعات تجربی پیش‌بینی نمود. مطالعات پیش‌نگر با استفاده از داده‌های سری زمانی اقتصاد ایران نشان می‌دهد شاخص سالمندی در کوتاه‌مدت و بلند مدت، اثر کاهنده و معناداری بر رشد اقتصاد غیرنفتی ایران داشته‌است. اما تاکنون و با توجه به ساختار جوان جمعیت ایران، آثار اقتصادی پیری حساسیتی برانگیخته؛ اما پیش‌بینی‌ها از تشدید روند سالمندی جمعیت ایران در دهه‌های آتی و ظهور آثار سوء این پدیده در آینده نزدیک در صورت مدیریت نکردن این پدیده حکایت دارد.

## تغییرات فیزیولوژیک سالمندی
در برخی تعاریف سالمندی ذکر کرده‌اند که سالمندی به معنای تغییرات خودبه‌خودی و پیش‌رونده بازگشت‌ناپذیر است که در آن قوای روحی و جسمی هر دو به نحو قابل ملاحظه‌ای رو به نقصان می‌گذارند.
سالمندی در سیستم قلب و عروق، تنفسی، پوست، تولیدمثل، ادراری، گوارش، عضلانی و اسکلتی، اعصاب، بینایی، شنوایی، بویایی و چشایی و خواب تغییراتی ایجاد می‌کند.

## روان‌شناسی سالمندی
روان‌شناسی سالمندی رشته‌ای در روان‌شناسی است که به مطالعه رفتارهای سالمندان و ارائه خدمات بالینی به افراد پیر و مسن مربوط می‌شود. روان‌شناسان این رشته دانش خود را پیرامون روند طبیعی پیری گسترش و افزایش می‌دهند و مشکلاتی را که معمولا با افزایش سن ایجاد می‌شوند را بررسی می کنند. روان‌شناسی سالمندی به بررسی مشکلاتی که افراد مسن با آن‌ها دست و پنجه نرم می‌کنند، می‌پردازد سالمندی سالم یک فنوتیپ چندبعدی است و صرفاً عدم وجود بیماری بالینی را دربر نمی‌گیرد.

## حقوق سالمندان
سازمان ملل متحد در بیانیه حقوق بشر، در سال 1991 پنج اصل را در مورد حقوق سالمندان ارائه نمود: این پنج اصل عبارتند از استقلال، مشارکت، مراقبت، خود شکوفایی و کرامت.